# Liste der denkmalgeschützten Objekte in Kaumberg
Die Liste der denkmalgeschützten Objekte in Kaumberg enthält die 6 denkmalgeschützten, unbeweglichen Objekte der Gemeinde Kaumberg im niederösterreichischen Bezirk Lilienfeld.

## Denkmäler
| Foto |                 | Denkmal                                                                                 | Standort                                   | Beschreibung | Metadaten |
| ---- | --------------- | --------------------------------------------------------------------------------------- | ------------------------------------------ | --- | --- |
| ja   | Datei hochladen | Pranger HERIS-ID: 27725 Objekt-ID: 24264                                                | Markt 4, in der Nähe Standort KG: Kaumberg | Auf einer dorischen Säule aus dem 17. Jahrhundert steht eine Prangermandlstatue, der sogenannte Kilian, dessen Schild mit „Marckhs Freiheit 1716“ bezeichnet ist. | BDA-Hist.: Q37913088 Status: § 2a Stand der BDA-Liste: 2025-06-30 Name: Pranger GstNr.: 563/1                                                                  |
| ja   | Datei hochladen | Kath. Pfarrkirche hl. Michael mit Wehrmauer und Stiege HERIS-ID: 27728 Objekt-ID: 24267 | bei Markt 5 Standort KG: Kaumberg          | Die Pfarrkirche von Kaumberg ist ein um 1400 als Wehrkirche angelegter gotischer Bau unter dem Patrozinium des Erzengels Michael. | BDA-Hist.: Q2082732 Status: § 2a Stand der BDA-Liste: 2025-06-30 Name: Kath. Pfarrkirche hl. Michael mit Wehrmauer und Stiege GstNr.: .37 Pfarrkirche Kaumberg |
| ja   | Datei hochladen | Heimatmuseum, ehem. Schulhaus HERIS-ID: 27722 Objekt-ID: 24260                          | Markt 5 Standort KG: Kaumberg              | Beim Bau des schmalen Hauses, das im Kern aus dem 16. Jahrhundert stammt, kamen Steine der Araburg zur Verwendung. Von 1784 bis 1835 beherbergte es eine Schule, später diente es als Jägerhäusl und dann als Wanderherberge. Auch die Gendarmerie war zeitweise darin untergebracht. Im Jahr 1987 wurde es zum ersten Heimatmuseum des Triestingtals adaptiert.                                         | BDA-Hist.: Q24731413 Status: § 2a Stand der BDA-Liste: 2025-06-30 Name: Heimatmuseum, ehem. Schulhaus GstNr.: .36 Heimatmuseum Kaumberg                        |
| ja   | Datei hochladen | Pfarrhof HERIS-ID: 27715 Objekt-ID: 24253                                               | Markt 9 Standort KG: Kaumberg              | Der ein- bis zweigeschoßige Bau, zum Teil mit Keller-Sockelgeschoß, stammt im Kern aus dem 16./17. Jahrhundert, ist jedoch im Erscheinungsbild durch Umbauten in der zweiten Hälfte des 18. Jahrhunderts geprägt. Ein weiterer Umbau erfolgte 1904/1905. | BDA-Hist.: Q37913038 Status: § 2a Stand der BDA-Liste: 2025-06-30 Name: Pfarrhof GstNr.: 388/6 Pfarrhof, Kaumberg                                              |
| ja   | Datei hochladen | Straßenbrücke HERIS-ID: 70817 Objekt-ID: 83955                                          | bei Markt 15 Standort KG: Kaumberg         | Brücke über den Kaumbergbach, gemauert unterwölbt mit Quaderverblendung, bezeichnet 1890, neobarocke Steinbalustrade und Portalpfeiler mit ornamentalem Schiedeeisentor | BDA-Hist.: Q38126025 Status: § 2a Stand der BDA-Liste: 2025-06-30 Name: Straßenbrücke GstNr.: 574/1                                                            |
| ja   | Datei hochladen | Burgruine Araburg HERIS-ID: 27720 Objekt-ID: 24258                                      | Araburg Standort KG: Laabach               | Die im 12. Jahrhundert errichtete und bis ins 17. Jahrhundert laufend erweiterte Araburg wurde im Zuge der Zweiten Wiener Türkenbelagerung zerstört und nicht wieder hergestellt. Der Bergfried wurde 1901 zu einer Aussichtswarte umgebaut. In den 1960er Jahren wurden die Reste der Anlage gesichert und zum Teil renoviert, nachdem es im Zweiten Weltkrieg zu weiteren Beschädigungen gekommen war. | BDA-Hist.: Q186558 Status: § 2a Stand der BDA-Liste: 2025-06-30 Name: Burgruine Araburg GstNr.: .22 Araburg                                                    |

## Ehemalige Denkmäler
| Foto |                 | Denkmal                                                                 | Standort                       | Beschreibung | Metadaten |
| ---- | --------------- | ----------------------------------------------------------------------- | ------------------------------ | --- | --- |
| ja   | Datei hochladen | Ehem. Gasthaus Goldener Hirsch HERIS-ID: 27723 Objekt-ID: 24261bis 2023 | Markt 26 Standort KG: Kaumberg | 1424 „Strazzgericht“, urkundlich 1589 Gerichtshaus, ab dem 17. Jahrhundert Gasthof „Goldener Hirsch“, Zusammenlegung mehrerer mittelalterlicher Häuser, breiter Straßentrakt mit Knicken und wechselnden Fensterhöhen. Im Dezember 2017 wurde das baufällig gewordene Gebäude wegen „Gefahr im Verzug“ abgerissen. | BDA-Hist.: Q37913072 Status: Bescheid Stand der BDA-Liste: 2023-06-05 Name: Ehem. Gasthaus Goldener Hirsch GstNr.: .15 |